# Funmilayo Ransome-Kuti
Tù trưởng Funmilayo Ransome-Kuti (25 Tháng 10 năm 1900 – 13 Tháng 4 1978) là một nhà giáo, nhà vận động chính trị, nhà hoạt động nữ quyền người Nigeria. Bà là một trong những lãnh đạo kiệt xuất trong thế hệ của bà, cũng là người phụ nữ Nigeria đầu tiên lái xe ô tô. Bà được xem là người đi đầu trong bảo vệ nữ quyền ở Nigeria và được mọi người gọi là "Mẹ của Phi Châu". Ngay từ đầu, bà quyết liệt đấu tranh cho quyền bẩu cử của phụ nữ ở Nigeria. Năm 1947, tờ báo West African Pilot gọi bà là "Sư tử cái của Lisabi" khi bà lãnh đạo phũ nữ tộc Egba phản đối chính sách thuế bất hợp lí. Cuộc đấu tranh này dẫn đến việc vua Oba Ademola II thoái vị năm 1949.

## Cuộc sống

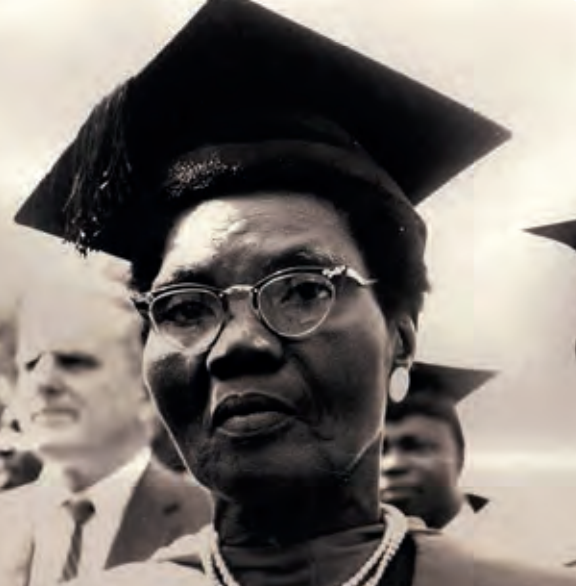
Funmilayo Ransome-Kuti, tốt nghiệp

Francis Abigail Olufunmilayo Thomas sinh ra vào ngày 25 tháng 1900, ở Nigeria, bố là Tù trưởng Daniel Olumeyuwa Thomas và mẹ là Lucretia Phyllis Omoyeni Adeosolu của gia tộc Jibolu. Cha bà là con trai của một người nô lệ đến từ Sierra Leone. Cha bà theo Anh Giáo.
Bà học trung học ở trường Abeokuta Grammar School, sau đó du học Anh. Trở lại Nigeria, bà làm  giáo viên. Vào ngày 20 tháng 1 năm 1925, bà kết hôn với mục sư Israel Oludotun, Ransome-Kuti. Ông là một trong những người sáng lập Liên đoàn Giáo viên cũng như Liên đoàn Sinh viên Nigeria. Bà Ransome-Kuti tổ chức các lớp học dạy chữ cho phụ nữ trong những năm 1920 và thành lập một trường mẫu giáo trong những năm 1930. Năm 1942, bà sáng lập câu lạc bộ Abeokuta Ladies' Club (ALC), thành viên là những phụ nữ hoạt động thiện nguyện.
Ransome-Kuti nhận Huân chương Niger vào năm 1965, và nhận bằng Tiến sĩ Danh dự Luật học tại Đại học Ibadan năm 1968. Bà giữ một ghế ở Hội đồng Tù trưởng Tây Nigeria, đại diện cho tộc người Yoruba.

## Hoạt động
Trong suốt sự nghiệp của mình, bà được biết đến như một nhà giáo và hoạt động nữ quyền. Cùng với Elizabeth Adekogbe, bà lãnh đạo phong trào quyền của phụ nữ trong những năm 1950. Ransome-Kuti thành lập một tổ chức cho phụ nữ ở Nigeria, với tổng số thành viên hơn 20.000 người, bao gồm cả phụ nữ biết chữ và mù chữ.

### Nữ quyền

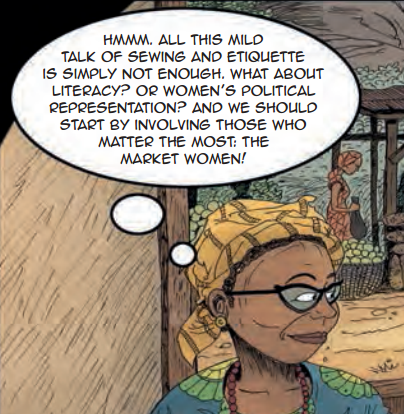
Funmilayo Ransome-Kuti và Liên đoàn Phụ nữ của Nigeria

Tổ chức Phụ nữ của bà Ransome-Kuti gây được tiếng vang, khi bà tổ chức các cuộc tuần hành chống kiểm soát giá. Lúc bấy giờ, việc buôn bán ở chợ là một trong những nghề nghiệp chính của phụ nữ ở Tây Nigeria. Năm 1949, bà dẫn đầu một cuộc biểu tình chống lại vua Alake of Egbaland. Bà trưng ra các tài liệu chứng tỏ sự lạm quyền của vua trong việc thu thuế, người khi đó được hậu thuẫn bởi chính phủ Vương quốc Anh. Sau đó, vua phải từ bỏ vương miện của mình. Bà cũng giám sát quá trình bãi bỏ các mức thuế riêng đối với phụ nữ.

### Cấm di chuyển

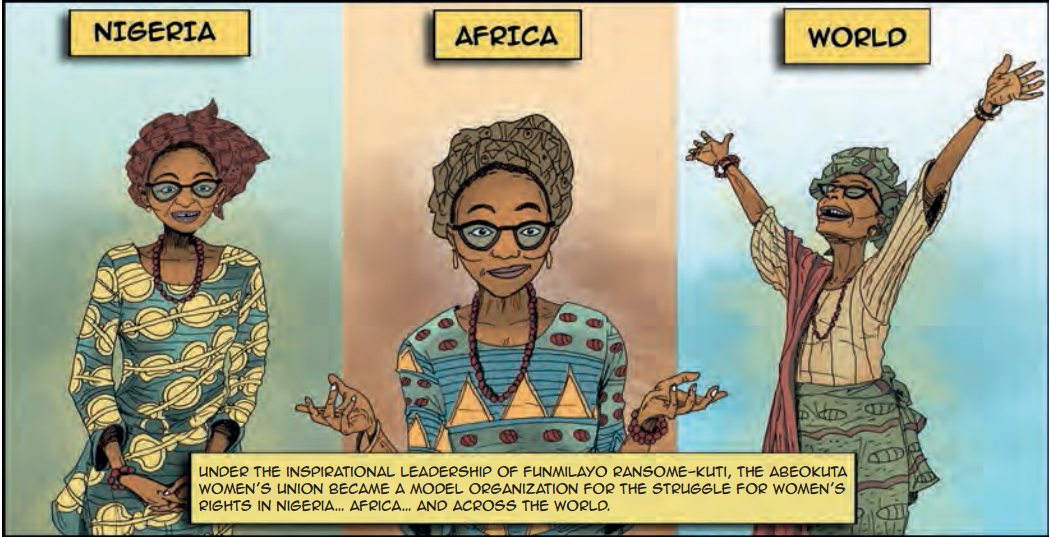
Bức ảnh lấy từ "Funmilayo Ransome-Kuti And The Women's Union of Abeokuta"

Thời còn Chiến tranh Lạnh và trước khi Nigeria giành độc lập, Ransome-Kuti liên hệ và đi thăm các nước thuộc Khối phía Đông. Điều này làm mích lòng chính quyền Nigeria lẫn Hoa Kỳ và Anh. Bà đã đi thăm Liên Xô, Hungary và Trung Quốc (gặp Mao Trạch Đông). Năm 1956, chính quyền từ chối gia hạn hộ chiếu cho bà, viện lí do "bà có chủ đích tuyên truyền chủ nghĩa cộng sản." Bà cũng bị từ chối visa Hoa Kỳ vì bị cho là người cộng sản.

## Cái chết
Ba người con trai của bà đều hoạt động chống lại chính quyền quân sự ở Nigeria. Năm 1978, hơn 1000 quân lính tấn công vào một Công xã được gọi là cộng hòa Kalakuta, nơi bà đang ở cùng con trai Fela. Bà Ransome-Kuti bị ném từ cửa sổ tầng ba, bị thương nặng, rơi vào tình trạng hôn mê vào tháng 2 năm đó. Bà qua đời vào ngày 13 tháng 4 năm 1978 .

## Thành tựu
- Một trong những phụ nữ được bổ nhiệm vào Hội đồng Tù trưởng, đại diện tộc người Yoruba
- Thành viên của Hội đồng Quốc gia của Nigeria và Cameroon
- Thủ quỹ và Chủ tịch Hiệp hội Phụ nữ của Hội đồng Quốc gia của Nigeria và Cameroon
- Lãnh đạo của Liên minh Phụ nữ Nigeria [6][7]
- Người phụ nữ đầu tiên lái xe ô tô ở Nigeria
- Đoạt Giải thưởng Hòa bình Quốc tế Lenin[8][9]

## Di sản
Nhân vật Funmilayo Ransome-Kuti được thể hiện bởi nữ diễn viên Deola Sagoe trong phim October 1 (sản xuất năm 2014).
Bà là một trong những nhân vật nổi bật nhất trong lịch sử Nigeria, truyền cảm hứng cho rất nhiều phụ nữ cả nước bằng hành động dũng cảm và nhất là chiến đấu cho phụ nữ ở đất nước này. Một số người nói rằng, hoạt động của bà đã dọn đường cho phụ nữ Nigeria có cuộc sống tốt đẹp hơn.